# Bahnhof Pinhal Novo

Der Bahnhof Pinhal Novo ist ein Eisenbahnknotenpunkt in der gleichnamigen Stadt im portugiesischen Distrikt Setúbal. Er liegt an der Kreuzung der Linha do Sul mit der Linha do Alentejo und wird von Zügen des Fern- und Regionalverkehrs bedient. Der operative Betrieb obliegt der Comboios de Portugal und der Fertagus.

## Geschichte

### Der Aufschwung als Eisenbahnknoten
Der Bahnhof ging am 15. Juni 1858 in Betrieb, als die Bahnstrecke von Barreiro nach Bombel, Teil der heutigen Linha do Alentejo, in Betrieb ging. Drei Jahre später, 1861, wurde die kurze Verbindungslinie nach Vendas Novas eröffnet, so dass neu durchgehende Züge von Barreiro und Pinhal Novo bis Setúbal möglich wurden. Im 20. Jahrhundert wurde aus dem Provinzbahnhof ein wichtiger Bahnknotenpunkt, welcher für die gesamte Region einen Aufschwung mit sich zog: 1908 wurde die 1987 wieder stillgelegte Zweigstrecke nach Montijo dem Verkehr übergeben, 1912 folgte die Hauptstrecke nach Südportugal, welche in Funcheira wieder an die Linha do Alentejo anschließt. 1935 wurde das bisherige Empfangsgebäude aus der Anfangszeit abgerissen, da es den Anforderungen nicht mehr genügte und durch ein neues ersetzt. 1938 wurde das neue Stellwerk nach Plänen des Architekten Cotinelli Telmo eingeweiht. 1998 stieg die Bedeutung abermals, als die Linha do Sul von Pinhal Novo aus über Pragal und die Ponte 25 de Abril nach Lissabon Campolide verlängert wurde und dort in die Linha de Cintura einfädelte, so dass erstmals direkte Züge nach Lissabon angeboten wurden. Bisher ging der Weg in die Hauptstadt über Barreiro und dann über eine Tejo-Fähre zum Terreiro do Paço.

### Der neue Bahnhof

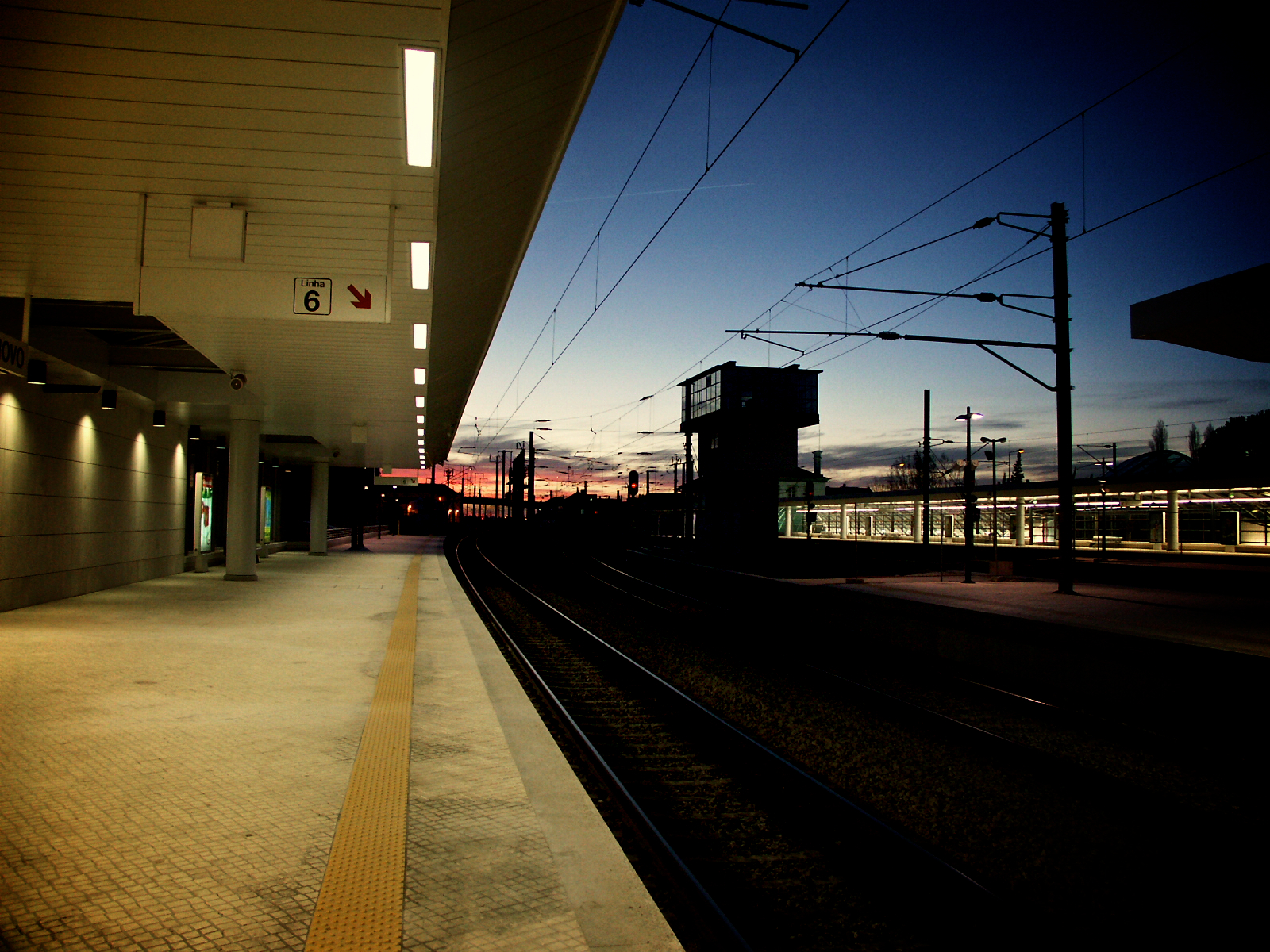
Die Bahnanlagen des Bahnhofs

Aufgrund der angekündigten Verlängerung der Fertagus, welche den Nahverkehr über die Ponte 25 de Abril übernommen hatte, bis Setúbal entschied sich die REFER für einen großflächig angelegten Umbau des Bahnhofs. Das bisherige Empfangsgebäude von 1935 wurde saniert und anschließend zu einem Ausstellungsgebäude umgebaut. Neu wurden vier Bahnsteige mit insgesamt sechs Bahnsteiggeleisen angelegt, so dass die heutige Anlage je zwei Seiten- und Mittelbahnsteige umfasst. Der Bahnhof wurde behindertengerecht mit Aufzügen versehen und das architektonische Konzept wurde an die Bedeutung als Umsteigeknoten angepasst. Zudem wurde der Bahnhof mit Fußgängerunterführungen mit der Stadt verbunden.

## Betrieb
Am Bahnhof halten alle Personenzüge, welche über die Linha do Sul oder die Linha do Alentejo verkehren.

### Fernverkehr
Der Bahnhof wird über die Linha do Sul von Alfa-Pendular-Zügen der Relation Porto Campanhã–Faro und von Intercidades zwischen Lissabon Oriente und Faro angefahren. Des Weiteren bedienen weitere Intercidades-Linien nach Beja und Évora, welche über die Linha do Alentejo und ab Pinhal Novo über die Linha so Sul nach Lissabon-Oriente verkehren, den Bahnhof.

### Regionalverkehr
Fertagus
Die Fertagus bedient den Bahnhof an Wochentagen halbstündlich und an Wochenenden stündlich in der Relation Roma-Areeiro–Setúbal.
Regional
Je ein tägliches Zugspaar verkehrt von Pinhal Novo aus über die Linha do Alentejo nach Casa Branca beziehungsweise Alcáçovas.
Urbanos
Die Linha do Sado der CP Urbanos de Lisboa verkehrt im Halbstundentakt zwischen Barreiro und Setúbal, stündlich weiter bis Praias do Sado.